# Susumu Ōki
Susumu Ōki (大木 勉?, Ōki Susumu; Matsuyama, 23 febbraio 1976) è un ex calciatore giapponese, di ruolo attaccante.

## Carriera

### Club
Formatosi nella rappresentativa calcistica dell'università di Aoyama Ōki venne ingaggiato nel 1995 dal Sanfrecce Hiroshima, società in cui militò sino al 2006, ad esclusione della stagione 2000 trascorsa in prestito all'Oita Trinita.
Dal 2007 al 2012 fu in forza all'Ehime FC.

### Nazionale
Ōki partecipò con la nazionale Under-20 di calcio del Giappone al campionato mondiale di calcio Under-20 1995, raggiungendo i quarti di finale della competizione.